# 国立美術館
独立行政法人国立美術館（こくりつびじゅつかん）は、日本国内において以下の国立美術館を管理・運営する中期目標管理法人たる独立行政法人。

## 概要
独立行政法人国立美術館は、1999年（平成11年）に成立した独立行政法人国立美術館法に基づいて、2001年（平成13年）4月に設置された。職員数は約131人で、役員は理事長、理事 (3人)、監事 (2人)から構成される。本部は北の丸公園・東京国立近代美術館内にあり、本部職員は東京国立近代美術館職員を併任している。
発足後の2007年（平成19年）1月に東京・六本木に新たな美術館、国立新美術館を開館。2018年（平成30年）に東京国立近代美術館フィルムセンターが独立し、国立映画アーカイブが設立。2020年（令和2年）に東京国立近代美術館工芸館が石川県金沢市に移転して、国立工芸館が開館した。また、2023年（令和5年）に当法人に於ける調査・研究を目的とした施設として、国立アートリサーチセンターを開設している。

### 組織図
- 理事長 - 理事（3人）
  - 事務局（長）
    - 次長
      - 総務企画課
      - 財務課
      - 渉外・広報課

  - 各美術館（6館）
- 監事（2人） - 監査室

2020年（令和2年）4月1日現在

## 運営する施設
東京国立近代美術館（MoMAT、東京都千代田区）
国立工芸館（NCM、石川県金沢市）
京都国立近代美術館（MoMAK、京都府京都市左京区）
国立西洋美術館（NMWA、東京都台東区）
国立国際美術館（NMAO、大阪府大阪市北区）
国立新美術館（NACT、東京都港区）
国立映画アーカイブ（NFAJ、東京都中央区）
国立アートリサーチセンター（NCAR、東京都千代田区（北の丸スクエア内・非公開施設））

## 関連人物
- 遠山敦子（初代理事長）
- 馬渕明子（前理事長）
- 青柳正規（元理事長）
- 辻村哲夫（元理事長）